# Монтес, Франсиско
Сотеро Франсиско Монтес Варела (исп. Sotero Francisco Montes Varela; род. 22 апреля 1943, Сакатекас, Мексика) — мексиканский футболист, защитник.

## Клубная карьера
Родился 22 апреля 1943 года в штате Сакатекас, Мексика.
Во взрослом футболе дебютировал в 1964 году выступлениями за команду «Веракрус», в которой провёл восемь сезонов своей профессиональной карьеры.
В 1972 году перешёл в клуб «Атлетико Эспаньол», цвета которого защищал на протяжении двух сезонов. После этого вернулся в «Веракрус», в котором провел ещё два сезона.
Завершил карьеру футболиста в 1975 году.

## Карьера в сборной
В 1970 году дебютировал в официальных матчах в составе национальной сборной Мексики. В том же году был включен в состав сборной на домашний чемпионат мира 1970 года, на котором был резервным игроком и на поле не выходил.
Всего в течение двухлетней карьеры в национальной команде провел в её форме 18 матчей, не забив ни одного гола.